# Helen Frankenthaler
Helen Frankenthaler (née le 12 décembre 1928 à New York et morte le 27 décembre 2011 à Darien, dans le Connecticut) est une peintre, dessinatrice et graveuse américaine appartenant au mouvement de l’expressionnisme abstrait. Elle a été l’élève de Rufino Tamayo et de Meyer Schapiro.

## Biographie
Helen Frankenthaler est née à Manhattan, d'un père juge à la Cour suprême de l’État de New York et d'une mère d'origine allemande, Martha Lowenstein. Elle fréquente la Dalton School à New-York.
Elle étudie l'art avec le peintre mexicain Rufino Tamayo à l'école Dalton, avant de rejoindre le Bennington College en 1946, où elle reçoit l'enseignement du peintre Paul Feeley, qui lui apprend « tout ce qu'[elle] sai[t] à propos du cubisme », mouvement pictural qui l'influence longtemps. C'est au collège Bennington qu'elle rencontre le critique Clement Greenberg, en 1950. Ce dernier l'introduit auprès de David Smith, Jackson Pollock, Willem et Elaine de Kooning, Franz Kline.
En 1952, elle expose la peinture qui la rend célèbre : Montagnes et mer. Ses influences sont Jackson Pollock, Hans Hofmann, Willem de Kooning, Rufino Tamayo, ainsi que Clement Greenberg lui-même. Elle s'impose au sein de l'avant-garde picturale dominée par des stars masculines.
En 1989, elle fait l'objet d'une vaste rétrospective au Musée d'Art Moderne (MoMA) à New York City.
Elle meurt le 27 décembre 2011 des suites d'une longue maladie.

## Œuvre et technique picturale
Sa peinture abstraite l'assimile au mouvement de l’expressionnisme abstrait et à celui plus spécifique de Colorfield Painting. Helen Frankenthaler travaille à même le sol et, reprenant une technique développée par Jackson Pollock, verse directement les pigments et la peinture sur la toile. Son style est toutefois différent de Jackson Pollock, Barnett Newman ou Franz Kline. Dans sa toile majeure Montagnes et mer, la peinture s'étale en flaques de couleur formant des formes et des tâches de couleurs. Il ne s'agit pas d'ajouter des couches sur la toile mais que la couleur fasse corps avec la toile. Son oeuvre est cependant interprétée comme trop belle, trop féminine. C'est pourquoi Helen Frankenthaler va durcir ses toiles en 1959-1960, en utilisant une peinture plus épaisse, en raturant la toile, ajoutant des gribouillis. En 1961-1962, ses toiles se font plus petites, la peinture coule à nouveau, les formes deviennent évasives.
Son œuvre exerce une influence sur les coloristes Kenneth Noland et Morris Louis.

## Vie privée
En 1958, elle épouse le peintre Robert Motherwell ; ils divorcent en 1971. Elle se marie en 1994 avec le banquier Stephen M. DuBrul Jr.

## Prix et reconnaissance
En 1972, elle est incluse dans la partie centrale de Some Living American Women Artists, un collage féministe de Mary Beth Edelson.
En 2002, elle reçoit la National Medal of Arts des mains de George W. Bush.

## Principales expositions
- retrospective of paintings, The Jewish Museum, New York, 1960
- retrospective of paintings, Whitney Museum of American Art, New York, 1969
- The Metropolitan Museum of Art, New York, 1973
- Salomon R. Guggenheim Museum, New York, 1974
- Solomon R. Guggenheim Museum, New York, and tour of United States and Canada (retrospective of works on paper), 1985
- The Museum of Modern Art, New York, 1989
- The Los Angeles County Museum of Art and the Detroit Institute of Arts, Michigan (retrospective of paintings), 1989
- National Gallery of Art, Washington, D.C., and tour of United States and Japan (retrospective of prints), 1993
- Solomon R. Guggenheim Museum, New York, Bilbao, and Berlin, 1998
- Yale University Art Gallery, New Haven and Naples Art Museum,Florida, and toured of United States and Japan (retrospective of

woodcuts), 2002
- Museum of Contemporary Art, North Miami, Florida, and Royal Scottish Academy, Edinburgh, Scotland (retrospective of paintings on paper), 2003
- Rétrospective, MOMA, New York, 1989
- Painted on 21st Street: Helen Frankenthaler from 1950 to 1959, galerie Gagosian, New York, 2013
- Helen Frankenthaler: Composing with Color: Paintings 1962–1963, galerie Gagosian, New York, 2014
- Line into Color, Color into Line: Helen Frankenthaler, Paintings, 1962–1987, Beverly Hills, 2016
- After abstract expressionism, galerie Gagosian, Paris, 2017